# Дворец Панах Али-хана (Агдам)
Дворец Панах Али-хана (азерб. Pənahəli xanın sarayı) или Имарат Панах Али-хана (азерб. Pənahəli xanın imarəti) — резиденция карабахского хана Панах Али-хана Джеваншира в городе Агдам.
Распоряжением Кабинета министров Азербайджанской Республики от 2 августа 2001 года дворец взят под охрану государства как архитектурный памятник местного значения (инв № 4026).

## История
Дворец являлся летней резиденцией Панах Али-хана. Построен в XVIII веке. Строительство дворца началось после возвращения хана из Хорасана в 1738 году, когда он ушёл со службы Надир-шаху.
Состоит из двух зданий, построенных из белого камня. Камни для строительства были привезены из Шахбулага.
Дворец являлся местом жительства и работы хана. В зале дворца осуществлялись приёмы.
Рядом с дворцом находится кладбище Имарет — родовое кладбище Джеванширов. Общая территория исторического кладбища, относящегося к комплексу «Имарет», составляет 6 000 м2.
В усыпальнице находились гробницы Панах Али-хана, правителей Карабахского ханства Ибрагим Халил-хана, Мехти Кули Хана, надгробие Хуршидбану Натаван. Также на кладбише были похоронены другие лица из рода карабахских ханов.
От резиденции Имарет происходит название города Агдам.
До карабахской войны в комплексе росли четыре древних платана, которые были уничтожены.

## Описание
Данное сооружение далеко от парадных дворцов, и является жилым домом феодального владетеля, ещё находящегося на пути к возвышению.
Дом Панах хана состоял из двух корпусов, расположенных перпендикулярно друг другу. Главный корпус представляет несколько сводчатых помещений, сгруппированных вокруг центрального купольного зала с эйваном перед ним, ориентированным на юг. Данный зал это диван-хане — официальная половина дворца или дома богача.
Эйван памятника был решён трёхпролётной аркадой. Стрельчатые арки покоились на колоннах из цельного камня. В целом эйван имел вид портика — центрального входа в здание.
Главный зал был перекрыт восьмиугольным на тромпах куполом с небольшим отверстием в виде фонаря на его вершине. В таком устройстве можно усмотреть связь с жилым домом типа «карадам» с отверстием в центре перекрытия для выхода дыма.
Дворец Панах хана интересен как образец жилища, несущего в себе черты, связывающие его с бытовавшими в Азербайджане типами жилища. Элементами этой связи являются купольный зал с эйваном, сводчатые комнаты, наличие многочисленных ниш, ориентация основных жилых сооружений к югу и др. С жилыми домами Ордубада и Апшерона дворец связывает и стремление к периметральному, однорядному расположению помещений.
Авторы первой публикации сведений о памятнике считали боковой корпус мечетью, но архитектор и искусствовед Абдул Вагаб Саламзаде с этим не согласен.

## Археологические исследования
В апреле 2023 года на территорию компелекса «Имарет» организована научная экспедиция Института археологии, этнографии и антропологии НАНА, в ходе которой осуществляется исследование исторического кладбища при комплексе. В декабре 2023 года на территории комплекса обнаружены древние гробницы династии ханов.
На сентябрь 2024 года продолжается второй этап исследований.

## Восстановительные работы
4 октября 2022 года начались восстановительные работы. Проект был подготовлен итальянской компанией ArtCloud Network International s.c.r.l.
19 сентября 2024 года комплекс открыт после реставрации.
Рядом с дворцом создан парк карабахских скакунов.
Финансирование работ осуществлено Фондом возрождения Карабаха. Во дворце функционирует интерактивный музей.
Территория восстановленного комплекса составляет 3,3 гектар.